# We Close Our Eyes
We Close Our Eyes is de debuutsingle van het Britse duo Go West, afkomstig van hun eponieme debuutalbum uit 1985. Op 11 februari dat jaar werd het nummer wereldwijd op single uitgebracht.

## Achtergrond
De vrolijke plaat, voorzien van een door Godley & Creme geregisseerde videoclip, werd een bescheiden hit in het Verenigd Koninkrijk, Ierland, Australië, Nieuw-Zeeland, het Nederlandse taalgebied, het Duitse taalgebied en Italië. In thuisland het Verenigd Koninkrijk werd de 5e positie bereikt in de UK Singles Chart. In Ierland werd de 11e positie bereikt, Australië de 8e, Nieuw-Zeeland de 4e, Canada de 95e, de VS de 41e, Italië de 6e, Duitsland de 14e, Zwitserland de 19e en in de Eurochart Hot 100 de 8e positie.  
In Nederland was de plaat op vrijdag 29 maart 1985 Veronica Alarmschijf op Hilversum 3 en werd een radiohit in de destijds drie landelijke hitlijsten op de nationale publieke popzender. De plaat bereikte de 22e positie in zowel de Nederlandse Top 40 als de Nationale Hitparade en de 26e positie in de TROS Top 50. In de Europese hitlijst op Hilversum 3, de TROS Europarade, werd de 35e positie behaald.
In België bereikte de plaat de 22e positie in de voorloper van de Vlaamse Ultratop 50 en de 14e positie in de Vlaamse Radio 2 Top 30. In Wallonië werd géén notering behaald.
We Close Our Eyes was daarmee de enige hit die Go West in het Nederlandse taalgebied heeft gehad.